# Bolesław IV van Warschau
Bolesław IV van Warschau (circa 1421 - Opinogóra Górna, 10 september 1454) was van 1429 tot aan zijn dood hertog van Warschau en van 1440 tot 1444 heerser over het district Podlachië. Hij behoorde tot de Mazovische tak van het huis Piasten.

## Levensloop
Bolesław IV was de tweede zoon van Bolesław Januszowic, een zoon van hertog Jan I van Warschau, en diens echtgenote, de Litouwse prinses Anna Feodorovna van Ratnie. Na de vroege overlijdens van zijn oom, zijn vader en zijn oudere broer werd hij in 1427 de erfopvolger van zijn grootvader, die in 1428 de lokale adel dwong om Bolesław als toekomstige heerser te huldigen. Hierdoor kon hij in 1429 zonder veel moeite zijn grootvader opvolgen als hertog van Warschau. Wegens zijn minderjarigheid werd hij tot in 1436 onder het regentschap van zijn moeder Anna geplaatst.
In de buitenlandse politiek probeerde hij neutraal te blijven bij de conflicten tussen Polen en de Duitse Orde, maar met de uitbraak van de Pools-Teutoonse Oorlog in 1431 werd hij gedwongen om een kant te kiezen. Bolesław besloot versterkingstroepen naar de Poolse koning te zenden. Bij de vrede van Brześć Kujawski op 31 december 1435 werd de onschendbaarheid van Bolesławs domeinen verzekerd. De volgende jaren was hij betrokken bij de politieke intriges in Polen en raakte hij meer en meer verbonden met de Pools-Litouwse unie. Bolesław was een hevig supporter van de partij geleid door bisschop Zbigniew Oleśnicki van Krakau en nam in april 1438 deel aan de Confederatie van Nowy Korczyn. Ook weigerde hij bij de slag van Grotniki troepen te leveren aan Spytek van Melsztyn, de leider van de Hussitische eedgenoten.  
In 1440 trok een nieuw conflict de aandacht van Bolesław. In maart van dat jaar werd grootvorst Sigismund Kęstutaitis van Litouwen vermoord. De Poolse koning Wladislaus III handelde snel en stelde zijn jongere broer Casimir aan als regent van het grootvorstendom. De Litouwers hadden echter andere plannen en benoemden Casimir in Vilnius niet tot regent, maar tot soeverein groothertog. De Polen wilden daar niet van weten en steunden daarop de tegenkandidaat van Casimir: Michael Žygimantaitis, de zoon van Sigismund Kęstutaitis. Michael was in 1435-1436 korte tijd gehuwd met Bolesławs zus Euphemia en vluchtte na de moord op zijn vader in 1440 naar het hof van zijn schoonbroer. 
Bolesław wilde zijn voordeel halen uit de situatie en veroverde kort nadien het district Podlachië. De Litouwers bedreigden Bolesław daarop met oorlog. In 1444 begon de Litouws-Mazovische Oorlog over het bezit van Podlachië. Op Casimirs bevel veroverde woiwode Jonas Goštautas Mielnik en Drohiczyn. Vanaf dan beslisten de Polen om Bolesław te helpen en ze beloofden om hem snel troepen te zenden. Tegelijkertijd stuurden ze vertegenwoordigers naar Litouwen om met de Litouwers over een akkoord te onderhandelen. Hierdoor werd een gevreesde oorlog tussen Polen en Litouwen voorkomen. Pas in 1446 besliste Bolesław IV om zijn claims over Podlachië en Węgrów te beëindigen in ruil voor een geldcompensatie van 6.000 zilvermarken.
Er gebeurde al snel een complete verandering in de politieke situatie. Toen de Poolse koning Wladislaus III in november 1444 sneuvelde tijdens de Slag bij Varna, werden de disputen om de Poolse erfopvolging heropend. Grootvorst Casimir van Litouwen was als nauwste mannelijke verwante de belangrijkste erfopvolger van Wladislaus III, maar de lokale magnaten weigerden de unie tussen Polen en Litouwen te hernieuwen. De Krakause bisschop Zbigniew Oleśnicki besliste om enkel een kandidaat voor de Poolse troon te verkiezen als Casimir en definitief zou weigeren. De deadline voor Casimirs beslissing werd vastgelegd op 26 juni 1446. Op 30 maart van dat jaar werd een kroonraad samengeroepen waarbij Bolesław en keurvorst Frederik II van Brandenburg als de twee hoofdkandidaten werden beschouwd. Tijdens een vergadering in Piotrków Trybunalski werd de kandidatuur van Bolesław IV officieel gesteund met als beslissend argument dat hij tot het oude Piasten-dynastie behoorde. De verkiezing kon echter pas definitief zijn als Casimir de Poolse kroon zou weigeren. Bolesław besliste desondanks om de rechten van Casimir te steunen, om het gevaar te vermijden dat keurvorst Frederik II van Brandenburg verkozen zou worden als koning van Polen. Casimir besliste uiteindelijk de Poolse kroon te aanvaarden en in juni 1447 werd hij in Krakau tot koning van Polen gekroond. Bolesław IV, die zich volledig met Casimir had verzoend, nam deel aan de ceremonie en huldigde hem zelfs.  
In 1453 besliste Bolesław plotseling om zijn claims op Podlachië opnieuw te laten gelden. Hij liet zijn claims echter snel opnieuw vallen, ditmaal voorgoed. Tijdens een ontmoeting met de Poolse koning in Parczew had hij namelijk in ruil het district Drohiczyn gekregen. In de binnenlandse politiek zette hij de lijn van zijn grootvader Jan I verder. Hij baseerde de lokale wetgeving op het Kulmse recht en om de toepassing hiervan te vergemakkelijken, liet hij de Duitse wetteksten in het Pools vertalen.   
Bolesław stierf in september 1454 op zijn landgoed in Opinogóra Górna. Hij werd bijgezet in de Johanneskathedraal van Warschau.

## Huwelijk en nakomelingen
Tussen 1440 en 1445 huwde Bolesław met Barbara (1428-1488/1492), dochter van hertog Alexander Vladimirovitsj van Sloetsk-Kapyl. Ze kregen tien kinderen:
- Bolesław (1445), jong gestorven
- Jan (1446), jong gestorven
- Koenraad III Rudy (1447/1448-1503), hertog van Warschau en Czersk
- Bolesław (1448), jong gestorven
- Casimir III (1448/1449-1480), hertog van Warschau en Płock
- Jan (1450/1453-1454/1455)
- Anna (1450/1453-1477/1480), huwde rond 1465 met hertog Przemysław II van Teschen
- Sophia (1452/1454), jong gestorven
- Bolesław V (1453-1488), hertog van Warschau
- Jan II (1455-1495), hertog van Warschau en Płock